# П'єтрамелара
П'єтрамелара (італ. Pietramelara) — муніципалітет в Італії, у регіоні Кампанія, провінція Казерта.
П'єтрамелара розташовані на відстані близько 160 км на південний схід від Рима, 50 км на північ від Неаполя, 26 км на північний захід від Казерти.
Населення — 4731 особа (2014).
Щорічний фестиваль відбувається 16 серпня. Покровитель — святий Рох.

## Демографія
Населення за роками:

Станом на 1 січня 2023 року в муніципалітеті офіційно проживало 238 іноземців з 23 країн, серед них 120 громадян країн Євросоюзу та 11 громадян України.

## Сусідні муніципалітети
- Формікола
- П'єтравайрано
- Ріардо
- Роккаромана
- Роккетта-е-Кроче